# Grytahögen
Grytahögen är en gravhög i Badelunda socken. Den ligger i ett gravfält med fem övriga lämningar. 

## Beskrivning av fornlämningen
Gravfältet där högen ligger är 85x50 meter stort och består av 6 fornlämningar,  en hög och fyra runda stensättningar och 1 rest sten (?). Högen är 41 meter diameter och 6 meter hög. I mitten är en grop, 5x3 meter och 0,8 meter djup. I västra kanten fanns förr en jordkällare. I NV, VSV och SÖ är högen skadad genom ytlig jordtäkt. De runda stensättningarna är 5-10 meter i diameter och 0,2-0,5 meter höga. De är övertorvade, tre med i ytan eller kanten enstaka synliga stenar, 0,3-1 meter stora. En har i mitten, i nivå med markytan, en stenhäll, 1 meter stor. De flesta stensättningarna är mycket flacka. Den resta stenen? är omkullfallen mot nordöst, 2,5 meter lång, 1,2 meter bred och 0,3 meter tjock. Gravfältet är skyltat av RAÄ. Enligt upplysningsskylten har några gravar undersökts, vilka dateras till yngre järnålder. En stensättning, belägen i nordöst på gravfältet, 6-7 meter diameter och 0,3 meter hög, med kantkedja, undersöktes 1937 av J. E. Anderbjörk. Fynd: ett järnfragment samt benbitar och slagg. Fynden förvaras i SHM med inventarienummer 21 808.
Grytahögen ligger utmed gamla Eriksgatan liksom flera andra storhögar som Ströbohög i Köping och Anundshög i Västerås till Östens hög vid Sagån. Dateringen av Grytahögen är osäker men de små, låga stensättningar, som låg på högens östra sida.

## Sägen om högen
Om Grytahögen berättas en nedtecknad sägen från 1682. Enligt sägnen är en hertig begravd i högen. Hertigen ligger på en guldvagn med sin kära älskade jungfru. Vid sin sida har hertigen sitt långsvärd, som enligt sägen kommer att genomborra envar, den som försöker störa de bådas sömn.